# Mainframe

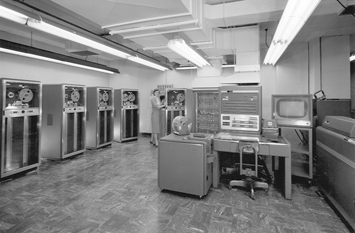
Mainframe IBM 704

In informatica il mainframe computer (ellissi usata comunemente: mainframe), o sistema centrale, è un tipo di computer caratterizzato da prestazioni di elaborazione dati di alto livello e di tipo centralizzato, opposto dunque a quello di un sistema distribuito come un Computer cluster. Tipicamente sono presenti in grandi sistemi informatici come i CED o organizzazioni (pubbliche e private) dove sono richiesti elevati livelli di multiutenza, enormi volumi di dati e grandi prestazioni elaborative, uniti ad alta affidabilità.

## Storia

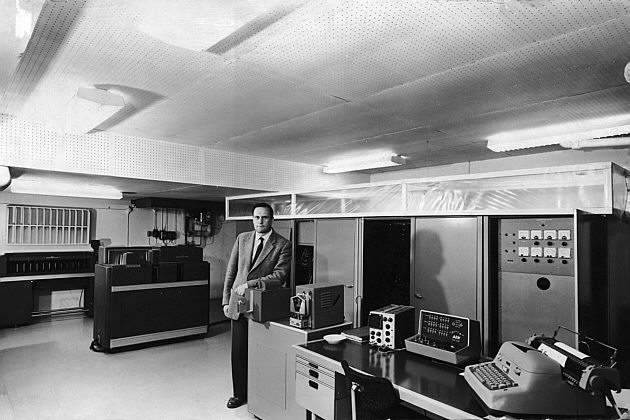
Uno dei primi mainframe

Molti produttori fabbricarono i computer mainframe a partire dalla fine degli anni cinquanta fino agli anni settanta. A quell'epoca erano conosciuti come "IBM e i sette nani", dove questi ultimi si riferivano a Burroughs, Control Data, General Electric, Honeywell, NCR, RCA, e UNIVAC. Il dominio di IBM crebbe dalla serie 700/7000 e successivamente lo sviluppo della serie in architettura S/360. Quest'ultima architettura ha continuato ad evolversi negli attuali mainframe IBM Z che, assieme con gli allora mainframe Burroughs e ora i mainframe Unisys basati su MCP, sono tra le poche architetture mainframe che ancora esistono. Detto ciò, sebbene essi possano ancora fare girare il codice IBM System/360 a 24 bit, i server CMOS a 64-bit IBM Z hanno quasi niente fisicamente in comune con i vecchi sistemi. Il gruppo dei più grandi degli ultimi concorrenti dell'IBM era anche spesso soprannominato Il BUNCH dalle loro iniziali (Burroughs, UNIVAC, NCR, CDC, Honeywell). Produttori di rilievo al di fuori degli Stati Uniti furono Siemens e Telefunken in Germania, International Computers Limited (ICL) nel Regno Unito, e Fujitsu, Hitachi, e NEC in Giappone. L'Unione Sovietica e i paesi del Patto di Varsavia fabbricarono copie simili ai mainframe IBM durante la guerra fredda.

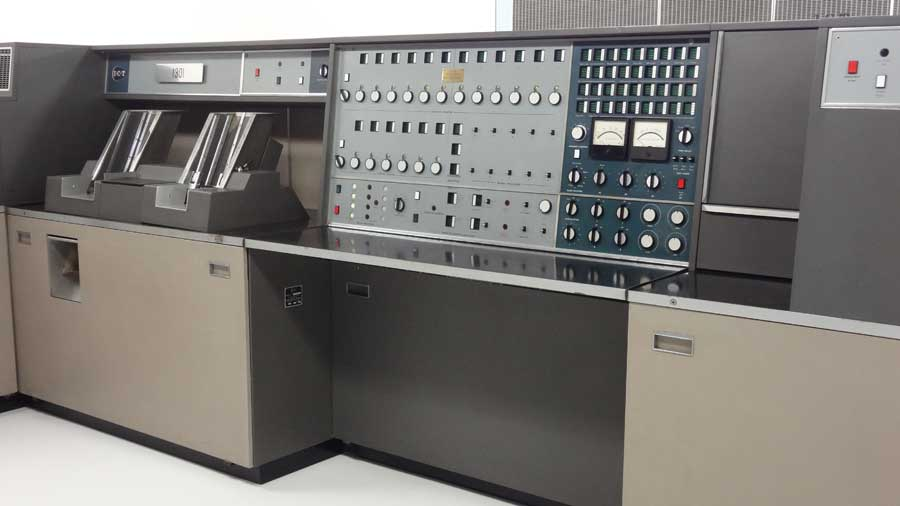
Altro esempio di primi mainframe

La domanda in contrazione e la dura competizione causò una scossa nel mercato nei primi anni ottanta: RCA vendette a UNIVAC; anche GE uscì; Honeywell fu comprata da Bull; UNIVAC divenne una divisione di Sperry Corporation che successivamente si fuse con Burroughs per formare la Unisys Corporation nel 1986. Nel 1991, AT&T per un breve periodo possedette NCR. Durante lo stesso periodo, le aziende trovarono che i server basati su progettazione microcomputerizzata potevano essere impiegati a una frazione del prezzo di acquisizione dei mainframe e offrire agli utenti locali un maggior controllo sui loro sistemi date le politiche e le pratiche IT a quel tempo. I terminali usati per interagire con i sistemi mainframe furono gradualmente rimpiazzati dai personal computer. Conseguentemente, la domanda crollò e le nuove installazione di mainframe furono limitate soprattutto alle macchine per servizi finanziari e governativi. Nei primi anni 1990, c'era un consenso tra gli analisti di industria che quello del mainframe era un mercato morente in quanto le piattaforme mainframe furono incrementalmente rimpiazzate da reti di personal computer.
Quella tendenza iniziò ad invertirsi alla fine degli anni novanta poiché le aziende trovarono nuovi usi per i loro mainframe esistenti. Anche la crescita dell'e-business aumentò fortemente il numero di transazione di back-end processate dal software mainframe e il throughput dei database. Un altro fattore del crescente uso del mainframe è lo sviluppo del sistema operativo Linux, che può essere eseguito su molti sistemi mainframe, tipicamente in macchine virtuali. Linux consente agli utenti di avvantaggiarsi del software open source combinato con la RAS dell'hardware mainframe. La rapida espansione e lo sviluppo dei mercati emergenti, in particolare la Cina, sta spingendo maggiori investimenti sui mainframe per risolvere problemi computazionali estremamente difficili, per esempio fornire database unificati e in grado di processare un alto volume di transazioni per un miliardo di consumatori in vari settori d'industria (bancario, assicurativo, governativo ecc.).
Sebbene, orientativamente, dagli anni 2010 in poi, l'utilizzo del mainframe è in diminuzione rispetto ai sistemi basati su Microsoft e Linux (specie per l'implementazione in nuove organizzazioni del sistema informatico da zero), in certi settori la sua presenza permane su posizioni dominanti, a cominciare dal bancario/finanziario.

## Descrizione

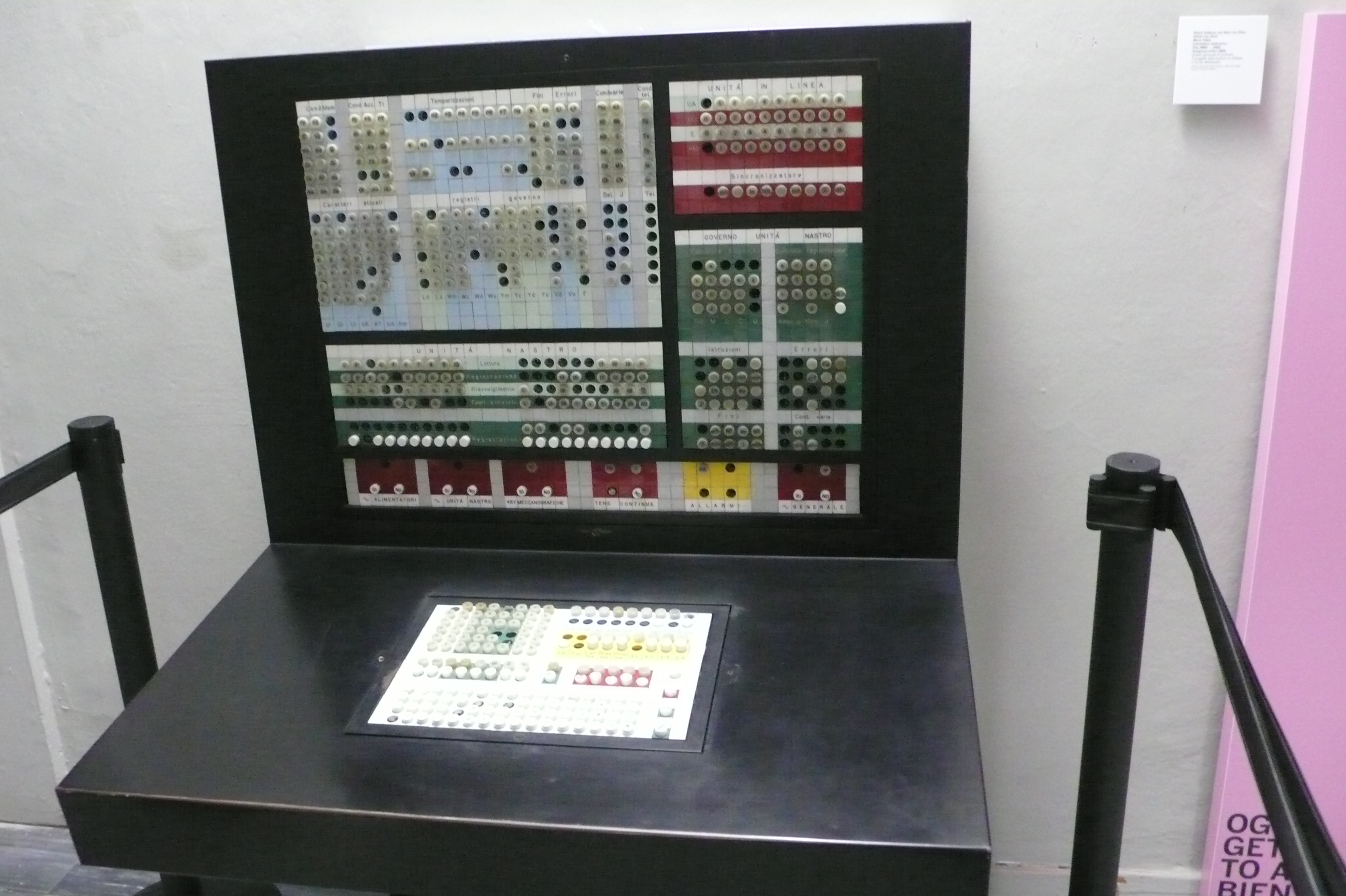
La console di comando dell'Olivetti Elea 9003, Il primo computer mainframe al mondo interamente progettato a transistor

Il termine risale ai primi anni dell'informatica; esso si riferiva, infatti, al grande assemblato che conteneva il processore centrale e il complesso dei dispositivi di ingresso/uscita. Nel seguito il termine fu usato per distinguere gli elaboratori di alta fascia da quelli meno potenti che erano spesso contenuti in involucri più piccoli. Oggigiorno il termine mainframe si riferisce principalmente ai sistemi IBM System z14, i discendenti in linea diretta del System/360, sebbene sia adoperato anche per i discendenti in linea diretta dei mainframe Burroughs Large Systems e della serie UNIVAC 1100/2200.
I moderni mainframe si distinguono dagli altri computer non tanto per la velocità di esecuzione di un singolo processo (dipendente principalmente dalla frequenza del clock interno del processore), ma piuttosto per le loro caratteristiche di disegno interno, che punta sull'alta affidabilità, sicurezza, il bilanciamento delle prestazioni e per la compatibilità binaria dei programmi applicativi scritti anche tanti anni fa garantita con le nuove macchine, caratteristica che garantisce nel tempo la protezione degli investimenti applicativi dei clienti. Questi elaboratori sono in grado di funzionare per anni senza interruzione e sono progettati in modo da consentire molte attività di riparazione e manutenzione senza richiedere il fermo della produzione. I mainframe sono apprezzati anche per l'alta disponibilità che offrono, una delle ragioni principali della loro longevità e dell'utilizzo per applicazioni dove un'interruzione del servizio sarebbe molto costosa o catastrofica. L'acronimo RAS, Reliability, Availability and Serviceability (Affidabilità, disponibilità e facilità di manutenzione) definisce le caratteristiche peculiari di disponibilità dei mainframe.
Storicamente i mainframe erano famosi per via della loro dimensione e per i requisiti ambientali (condizionamento e alimentazione elettrica). Quei requisiti non furono più necessari a partire da metà degli anni 1990, con la progettazione dei mainframe basata su tecnologia CMOS che rimpiazzava la vecchia tecnologia bipolare. I più grandi mainframe moderni hanno dimensioni relativamente contenute e sono caratterizzati da consumi energetici ridotti se confrontati con rack di server di altre tecnologie che occupano la stessa superficie.

### Caratteristiche

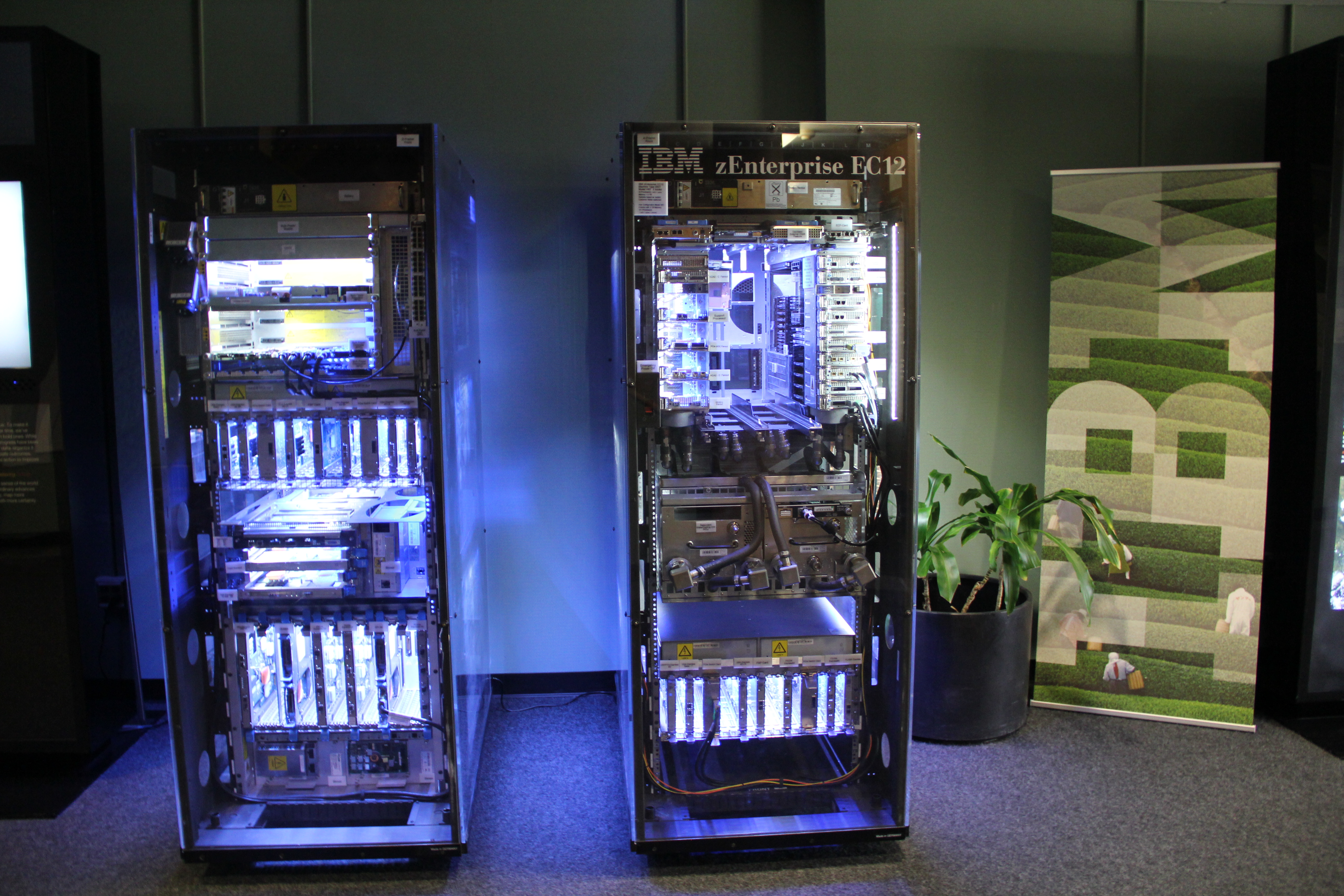
IBM zEnterprise EC12

I mainframe hanno, tipicamente, la capacità di eseguire od "ospitare" sistemi operativi diversi, utilizzando la tecnica della virtualizzazione. Un singolo mainframe può rimpiazzare dozzine o centinaia di server fisici più piccoli, riducendo così i costi di gestione e amministrazione e fornendo nel contempo al sistema livelli maggiori di scalabilità e affidabilità, difficilmente ottenibili con server distribuiti. I mainframe moderni, ed in particolare i server IBM Z, offrono più livelli di virtualizzazione: virtualizzazione a livello hardware (partizionamento logico con LPAR, mediante il componente PR/SM), virtualizzazione a livello software (mediante il sistema operativo z/VM). Sebbene non abbia livelli di efficienza offerti nel mainframe, il partizionamento logico si può trovare ora anche in molti server Unix di fascia alta; molti produttori promuovono le tecnologie di virtualizzazione, in qualche maniera cercando di fare propri i capisaldi di progettazione del mainframe.
Anche i sistemi operativi utilizzati nei mainframe tendono a essere ad alta affidabilità e gestione efficiente del carico di lavoro. Utilizzando il sistema operativo z/OS, ad esempio, è possibile gestire in maniera efficiente e con garanzie di protezione e isolamento carichi di lavoro diversi utilizzando sofisticate tecnologie di Workload Management. Inoltre, i mainframe possono incrementare la propria capacità elaborativa in maniera dinamica e granulare.
Essi hanno anche caratteristiche uniche di esecuzione priva di errori. I server System z9 eseguono ogni istruzione due volte, comparano i risultati e in caso di discordanza determinano la presenza di un malfunzionamento, attivando in modo automatico unità elaborative di riserva. Questa caratteristica, che si trova anche nei sistemi HP NonStop, è nota come lock-stepping, poiché entrambi i processori fanno i loro passi (ovvero le istruzioni) insieme.

### Prestazioni

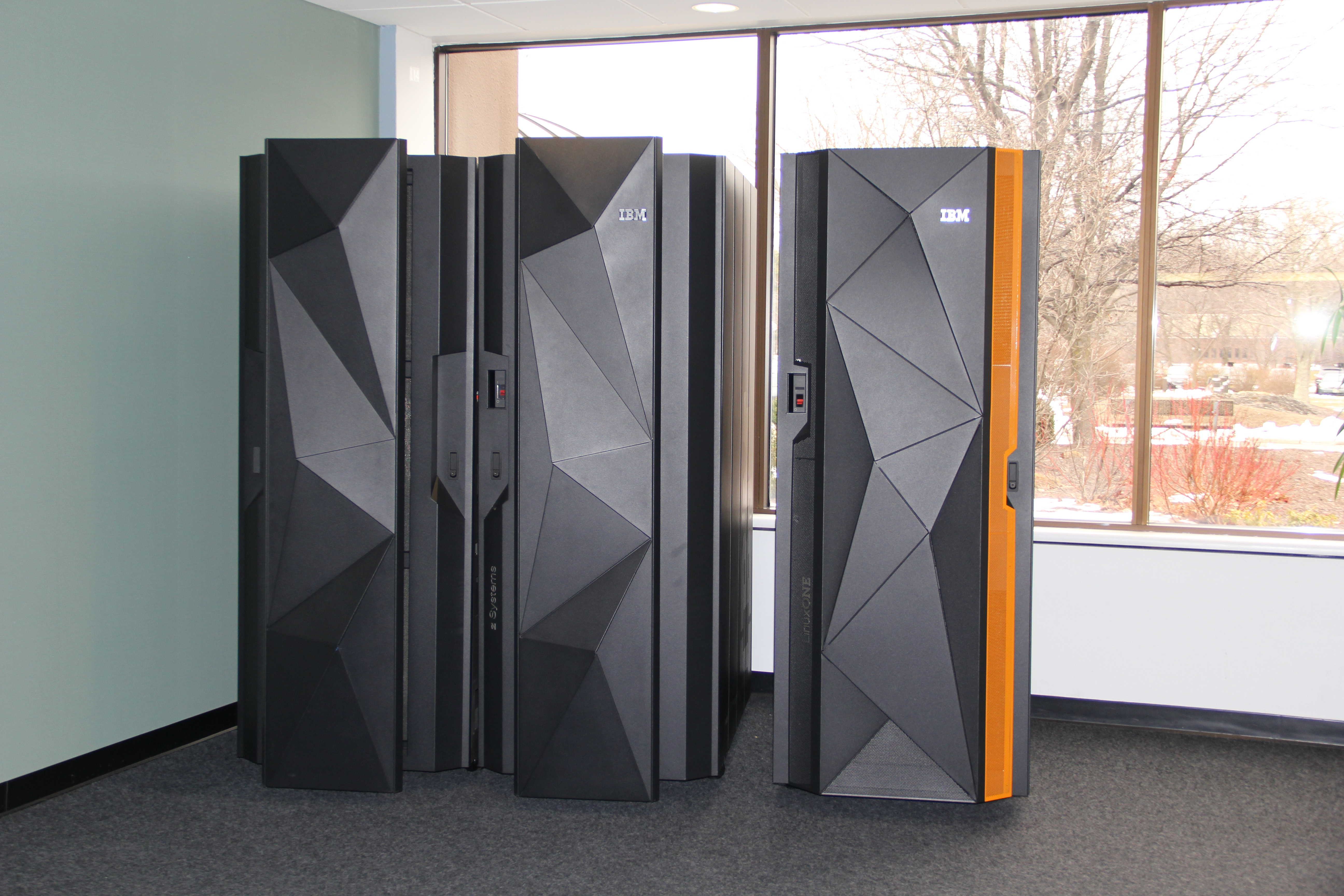
Due mainframe IBM: a sinistra uno z13, a destra un LinuxONE Rockhopper.

La potenza elaborativa dei mainframe è storicamente misurata in MIPS (milioni di istruzioni per secondo). Oggigiorno l'unità, nonostante le origini del nome, non è più legata strettamente al numero di istruzioni eseguite dalla CPU, ma è un'unità di misura relativa della potenza elaborativa delle macchine, ottenuta a seguito di benchmark con carichi di lavoro predeterminati in un ambiente non limitato da vincoli infrastrutturali. Il più piccolo mainframe System z9 IBM oggi ha la potenza di 26 MIPS e il più grande 17.801 MIPS. La tecnologia IBM del Parallel Sysplex può aggregare in cluster fino a 32 di questi sistemi, facendoli apparire come una singola piattaforma elaborativa di circa 221.248 MIPS.
Tra gli addetti del settore, si sa da tanto tempo che la misura dei MIPS, intesa semplicemente come il numero di istruzioni al secondo in milioni, è misura fuorviante nel dimensionamento delle macchine e spesso scherzosamente definita come Meaningless Indicator of Processor Speed o Meaningless Information on Performance for Salespeople. Le complesse architetture CPU dei moderni mainframe hanno ridotto la rilevanza dei valori in MIPS come numero effettivo di istruzioni eseguite al secondo. Allo stesso modo, i moderni design di sistema con prestazioni bilanciate si focalizzano sia sulla potenza della CPU sia sulla capacità di I/O, e le capacità di virtualizzazione rendono le misure comparative anche più difficili. L'IBM pubblica da molti anni un insieme di rapporti di prestazioni chiamato LSPR (Large System Performance Reference) che tengono in conto diversi tipi di carichi di lavoro e costituiscono una misura più rappresentativa delle prestazioni di un sistema. Questi dati non sono disponibili per sistemi di altra architettura.
Un termine di paragone attuale per la misurazione delle prestazioni di supercomputer ma anche mainframe sono i FLOPS (floating point operation per second), un indicatore del numero di operazioni in virgola mobile che una CPU riesce a calcolare in un secondo. La potenza di un mainframe dovrebbe essere misurata, al fine di garantire rappresentatività e affidabilità della misura stessa, ricorrendo non a benchmark fatti in casa, ma a benchmark condivisi, prodotti da organismi indipendenti di livello internazionale, come ad esempio il TPC (Transaction Performance Council) e la SPEC (Standard Performance Evaluation Corporation).
Il TPC pubblica ad esempio i risultati del benchmark TPC-C, finalizzato alla misura delle capacità di un sistema elaborativo di eseguire un elevato numero di transazioni nell'unità di tempo, benchmark che consente di apprezzare significative caratteristiche tecniche ed economiche di un sistema elaborativo (ad es. i rapporti Watts/KtpmC e Price/tpmC). Tuttavia non risultano pubblicati i risultati sui mainframe di benchmark prodotti da organismi indipendenti.

### Mainframe e supercomputer

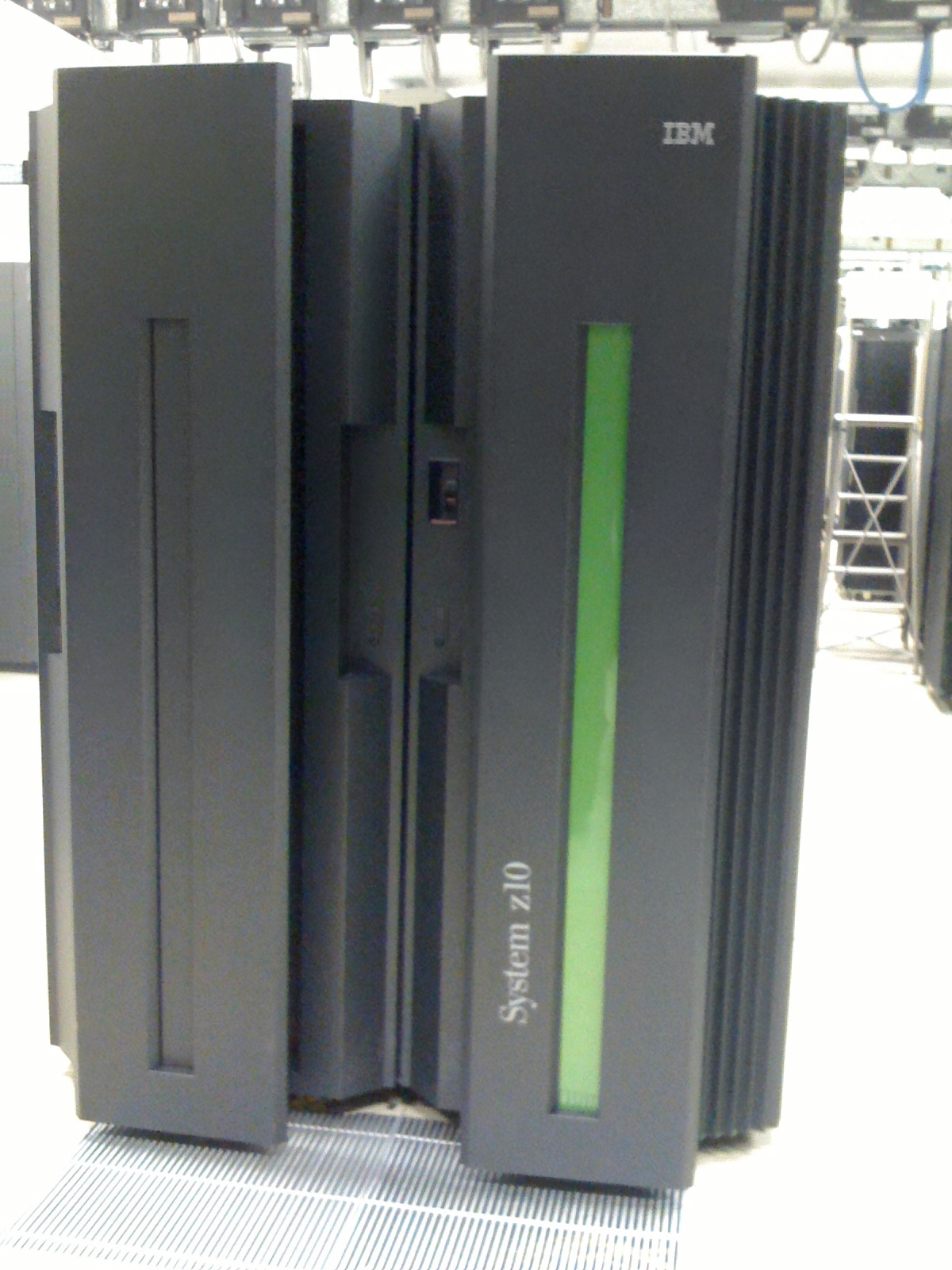
Mainframe IBM z10 installato presso il CED di una grande banca italiana nel nord Italia

La distinzione tra supercomputer e mainframe non è semplicissima, tuttavia i supercomputer generalmente si focalizzano su problemi che sono limitati dalla velocità di calcolo, mentre i mainframe si focalizzano su problemi che sono limitati dall'input/output e l'affidabilità.
Differenze e somiglianze includono:
- Entrambi i tipi di sistemi offrono la possibilità di calcolo parallelo. I supercomputer tipicamente la espongono al programmatore in maniera complessa, mentre i mainframe tipicamente la usano per eseguire molteplici processi (multitasking). Un risultato di questa differenza è che aggiungendo processori al mainframe spesso accelera l'intero carico di lavoro in modo trasparente.
- I supercomputer sono ottimizzati per elaborazioni complesse che richiedono soprattutto grandi quantità di memoria, mentre i mainframe sono ottimizzati per elaborazioni relativamente più semplici che implicano però l'accesso rapido a grosse quantità di dati
- I supercomputer sono spesso costruiti ad hoc per elaborazioni particolari. I mainframe invece vengono utilizzati per un'ampia gamma di elaborazioni ovvero sono molto più general purpose. Di conseguenza, la maggior parte dei supercomputer viene assemblata per esigenze specifiche e usi particolari, mentre i mainframe tipicamente formano una parte della linea di modelli di un produttore.
- I mainframe tendono ad avere un numero di processori di servizio che assistono i processori principali (per il supporto crittografico, la gestione dell'I/O, il monitoraggio, la gestione della memoria, ecc.) cosicché il numero effettivo dei processori presenti è molto maggiore di quanto uno possa immaginare. Il design dei supercomputer tende a non includere così tanti processori di servizio poiché essi non aggiungono in modo apprezzabile potenza di calcolo grezza.

Nota bene.
Nel gergo del settore a volte si utilizza, impropriamente, il termine mainframe per indicare server e relativo storage con prestazioni di altissimo livello, a prescindere dalla tecnologia o sistema.

### Statistiche
- Storicamente l'85% di tutti i programmi mainframe sono scritti nel linguaggio di programmazione COBOL. Il rimanente include un mix di PL/I (circa il 5%), Assembly (circa 7%), e vari altri linguaggi. eWeek stima che milioni di nuove linee di codice COBOL vengono ancora aggiunte ogni anno, e che ci sono al mondo 1 milione di sviluppatori COBOL, con numeri crescenti nei mercati emergenti. Va comunque detto che la percentuale delle linee di codice COBOL per mainframe in produzione sta diminuendo mentre quella relativa al codice scritto in linguaggi come il C, il C++, e in particolar modo Java, sta crescendo rapidamente.
- Il COBOL per mainframe ha acquisito recentemente nuove funzioni orientate al Web, per esempio il parsing XML, con il PL/I che segue a ruota nell'adozione delle caratteristiche dei linguaggi moderni.
- I programmi COBOL offrono maggiore precisione per quanto riguarda il calcolo matematico e sono quindi ancora difficilmente rimpiazzabili da linguaggi a programmazione ad oggetti moderni come Java e C++ che hanno la tendenza ad arrotondare i risultati dei calcoli. Per questo, ancora oggi, quasi la totalità delle istituzioni bancarie fa riferimento ad architetture scritte con linguaggio COBOL.
- Il 90% dei mainframe IBM hanno installato il software di elaborazione delle transazioni CICS. Altri software comunemente utilizzati sono i database IMS e DB2 e i middleware WebSphere MQ e WebSphere Application Server.
- Nel 2004 IBM dichiarò l'acquisizione di più di 200 nuovi clienti mainframe (nel XXI secolo). Molti utilizzano GNU/Linux, alcuni in maniera esclusiva. Ci sono anche nuovi clienti z/OS, spesso in mercati emergenti e tra le aziende che cercano di migliorare la qualità di servizio e l'affidabilità.
- Nel maggio 2006, IBM dichiarò che 1.700 clienti mainframe usano Linux. La giapponese Nomura Securities parlò al LinuxWorld nel 2006 ed è una delle più grandi installazioni nota pubblicamente, con più di 200 IFL (processori specializzati per Linux) attivi che sostituirono stanze piene di server di altra architettura.
- La maggior parte dei mainframe sono usati in maniera continua al 70% della potenza delle CPU. Un livello del 90% è tipico e i mainframe moderni tollerano periodi lunghi di utilizzo della CPU al 100% senza perdere la stabilità, accodando il lavoro secondo le priorità di business senza causare problemi alle elaborazioni in corso.

## Sistemi operativi

### Linux per IBM Z e UNIX
I nuovi, più piccoli ed economici IBM Z insieme a Linux, si impongono come un'interessante alternativa ai server di tecnologia RISC o SPARC con Unix. Linux su macchine con tecnologia Mainframe (MF) sembra essere una soluzione tecnicamente adottabile sotto molti punti di vista:
- affidabilità e gestibilità derivanti da 40 anni di esistenza della piattaforma;
- la grande flessibilità e granularità degli ultimi modelli;
- un sistema operativo open source disponibile sull'IBM Z.

È quindi oggi possibile proporre un paragone tra Linux su IBM Z ed una macchina Unix. L'IBM Z fornisce, infatti, valore in molteplici aree:
- Economici: i prezzi sono rimasti invariati a fronte di un aumento delle capacità di calcolo;
- Utilizzo: gli IBM Z tipicamente girano ad un 80%-100% di utilization rate, mentre i server distribuiti performano intorno al 20%;
- Efficienza: sia da un punto di vista di spazio fisico che di consumi elettrici, l'utilizzo della piattaforma IBM Z porta notevoli risparmi in confronto a molteplici server distribuiti;
- Sicurezza: l'IBM Z offre soluzioni di sicurezza integrate per l'identity management, l'encryption facilities e la gestione semplificata delle chiavi di sicurezza.

Questi sono alcuni benefici unanimemente riconosciuti della piattaforma IBM Z. Ci sono anche molti motivi per adottare Linux su IBM Z:
- Standardizzazione: molte aziende già utilizzano Linux su piattaforme distribuite. Per coloro che utilizzano anche un IBM Z per le applicazioni principali, zLinux sarà una naturale evoluzione grazie ai risparmi economici che può portare. Infatti, non sono molte né complicate le attività sistemistiche necessarie a portare un'applicazione che gira su Linux su server distribuiti a zLinux;
- Consolidamento: molti server distribuiti Unix o Linux possono essere consolidati su un unico IBM Z, assicurando così notevoli vantaggi economici ed una piattaforma altamente affidabile, sicura e scalabile;
- Facilità: installare Linux su IBM Z è relativamente semplice; sono disponibili molteplici versione di Linux funzionanti su tali mainframe (SUSE, Red Hat, CentOS).

### La gestione di complessi carichi di lavoro nell'IBM Z
Come tutte le tecnologie si sono evolute nell'ottica di poter ospitare carichi di lavoro specifici, una serie di tecnologie sono state integrate all'interno degli IBM Z per poter ospitare carichi di lavoro eterogenei tra loro all'interno della stessa elaborazione. Non è affatto inusuale constatare che un solo System z9 riesca a gestire applicazioni prettamente transazionali insieme ad applicazioni di Business Intelligence. Questo è dovuto ad un costante ammodernamento della piattaforma che ha cercato di mantenere come caratteristica fondamentale l'effettivo supporto a tutto ciò che la tecnologia aveva già prodotto.
In poche parole, se negli anni ottanta le applicazioni transazionali IMS erano perlopiù utilizzate in un mondo Mainframe, oggi, le applicazioni Java possono essere integrate all'interno di un'infrastruttura Z capace di mantenere le caratteristiche prestazionali della piattaforma transazionale tradizionale CICS ed IMS insieme a quelle generate dal nuovo carico di lavoro Java. Non solo. La quantità di dati prodotti nel tempo sono oggetto di analisi attraverso applicazioni che riescono a sfruttare le caratteristiche di "DataBase Machine" e di "I/O Rate" tipiche dell'IBM Z in generale. Non c'è, inoltre, da meravigliarsi se allo stesso tempo alcuni server Linux virtualizzati all'interno di uno z/VM espletano funzioni di servizi di rete infrastrutturali all'azienda (firewall, DHCP, dns).
Una caratteristica della tecnologia dell'IBM Z è l'abilità di supportare applicazioni di diversa natura attraverso tecniche intelligenti ed avanzate di gestione del workload progettate per ri-allocare le risorse del sistema in maniera automatica e dinamica in accordo con le priorità definite. È interessante inoltre comprendere come la definizione delle priorità non è un qualcosa di definito dal punto di vista meramente tecnologico bensì da uno studio "economico" del processo di business associato.
La funzione che permette tutto questo è il Workload Manager (WLM). L'idea del Workload Manager è quella di tradurre gli obiettivi di business associati ad un dato workload all'interno di costrutti tecnici (regole e priorità) forzate dal Sistema Operativo. 
Le definizioni delle regole con la quale i processi sono gestiti sono all'interno di quelle che vengono chiamate Policy. Ogni diverso tipo di Workload è definito nel sistema e ad ogni elemento viene assegnato un obiettivo (goal) ed un'importanza. 
Questi goal, definiscono le aspettative o i livelli di servizio (SLA) di come il lavoro deve essere effettuato. L'evoluzione di questo strumento ha reso possibile anche tale gestione all'interno di un Sysplex.
Il WLM gestisce l'uso delle risorse di sistema (processore, memoria e I/O) in modo da onorare questi obiettivi. L'identificazione e la classificazione delle richieste di lavoro sono supportati dai software middleware e dal sistema operativo: sono loro, infatti, che informano il WLM quando una nuova unità di lavoro entra ed esce dal sistema. Quando le unità di lavoro entrano nel sistema, vengono classificate ed assegnate ad una classe di servizio (Service Class) che descrive gli obiettivi in termini di performance che deve traguardare. Il WLM gestirà le risorse di sistema per assicurare che le politiche vengano rispettate.
Un'ulteriore estensione di tale tecnologia e più in generale della capacità di elaborare grossi e complessi carichi di lavoro da parte dell'IBM Z, è fornita dalla tecnologia hardware stessa. Ad esempio, l'Intelligence Resource Director (IRD) è una tecnologia che estende il concetto del WLM ai Virtual Server che risiedono all'interno dell'elaboratore. L'IBM Z infatti ha sviluppato da decenni il concetto di virtualizzazione estendendo così le sue capacità. L'IBM Z è infatti un elaboratore in grado di partizionare e condividere le sue risorse dal punto di vista Hardware attraverso la tecnologia del Logical partitioning (LPAR) ed anche dal punto di vista Software attraverso il Sistema Operativo z/VM. Tali livelli di virtualizzazione implementati esprimono il concetto che la virtualizzazione nel mondo IBM Z non è un "Add-On" bensì un "Built-In".
Poiché tale partizioni logiche devono essere gestite con gli stessi livelli di un singolo sistema, l'Intelligence Resource Director, sposta le risorse dinamicamente da un sistema all'altro in base alla priorità della unita di lavoro che richiede il servizio.
Le ultime migliorie sulla piattaforma del System z estendono ulteriormente le capacità hardware elaborative di carichi di lavoro misti. È infatti possibile usare processori specializzati ad eseguire diversi lavori:
- Central processor (CP): È il processore base, disponibile per tutti i sistemi operativi ed in grado di eseguire lavori di qualsiasi tipo.
- Integrated Facility for Linux (IFL): È un processore che può eseguire solo il sistema operativo Linux o il sistema di z/VM per l'utilizzo della virtualizzazione di immagini Linux
- System z Application Assist Processor (zAAP): Tale processore è stato utilizzato dall'IBM Java Virtual Machine (JVM) per eseguire il codice Java. I processori zAAP non sono più supportati. A partire da z/OS V1.11, z/OS consente l'esecuzione di workload eleggibili per zAAP su processori zIIP.
- IBM Z Integrated Information Processor (zIIP): L'IBM Z Integrated Information Processor (zIIP) è invece il processore in grado di eseguire speciali tipi di carico, tipici di un database. Tecnologicamente è infatti in grado di gestire tipi di carico per componenti di elaborazione legate alla Business Intelligence (BI), all'enterprise resource planning (ERP), ed al customer relationship management (CRM). Attualmente DB2 V8 per z/OS e DB2 9 sono in grado di sfruttare tale tecnologia.
- Integrated Coupling Facility (ICF): Questo processore gestisce, invece, il carico del Coupling Facility Control Code (CFCC). È infatti utilizzato per creare un sistema di Coupling Facility per essere utilizzato dall'IBM Z Parallel Sysplex solution (la tecnologia in grado di gestire un Cluster evoluto di IBM Z).

### z/OS
Su sistemi IBM si è soliti trovare come sistema operativo z/OS.

## Valore economico
Il ritorno sugli investimenti (ROI) del mainframe, come avviene per qualsiasi piattaforma di calcolo, dipende dall'abilità dell'ambiente di scalare, supportare carichi misti, ridurre i costi del personale, fornire un servizio senza interruzioni per |applicazioni critiche per il business, e altri fattori di costo legati ai rischi. Alcuni sostengono che i moderni mainframe non hanno un buon rapporto qualità prezzo. Oracle, Hewlett-Packard, e Dell non a caso sposano questo punto di vista, insieme ad alcuni analisti. Tuttavia, l'opinione prevalente (sostenuta da Gartner e da altri analisti indipendenti) è che il moderno mainframe ha spesso elementi di valore unico e un rapporto qualità prezzo superiore, specialmente per le grandi imprese. La stessa Hewlett-Packard Enterprise continua a produrre un sistema classificabile come Mainframe (anche se l'azienda non usa questo termine), il sistema NonStop, originariamente creato da Tandem.
È importante notare che per confrontare correttamente dal punto di vista economico due piattaforme informatiche (hardware, sistema operativo e middleware) è più opportuno utilizzare come indicatore il TCO (Total Cost of Ownership), il quale considera, oltre al TCA (Total Cost of Acquisition) dell'hardware e del software, ad esempio i costi legati alla gestione dell'infrastruttura, altamente influenzati dai costi per il personale, e i costi per ottenere i livelli di qualità di servizio necessari per il buon andamento di un'azienda (sicurezza, disponibilità, affidabilità). Molti analisti concordano che la piattaforma mainframe permette di ottenere buone economie di scala nel campo della gestione e operatività e offrono garanzie d'alta qualità di servizio.

### Mercato
All'inizio del 2006, i mainframe IBM avevano una quota di mercato di circa il 90%, Tuttavia IBM non è il solo produttore di mainframe. Unisys produce i mainframe ClearPath, derivati dai prodotti Sperry e Burroughs, e una recente indagine suggerisce che i suoi clienti sono fedeli. I sistemi Nova della Fujitsu sono Unisys ES7000 rimarchiati. Hitachi sviluppò assieme ad IBM la serie z800 per dividere le spese. Hewlett-Packard vende i sistemi NonStop, che acquisì con i computer Tandem. Dell ha in catalogo i sistemi EMC dedicati agli ambienti mainframe. Infine Groupe Bull commercializza la linea DPS. Unisys ed HPE, per ridurre le spese di sviluppo si affidano sempre più a CPU Intel piuttosto che processori proprietari, mentre IBM utilizza un'architettura proprietaria.
Secondo una ricerca di Allied Market Research, il mercato mondiale del mainframe valeva oltre 2 miliardi di dollari nel 2017, e dovrebbe raggiungere i 2.9 miliardi entro il 2025, con un tasso annuo di crescita composto del 4,3%